# Habanos S.A.
Habanos S.A. — кубинская полугосударственная компания, имеющая монополию на производство табачных изделий на Кубе. Компания контролирует производство, распространение и экспорт табачных изделий премиум-класса. Основана в 1994 году. Право собственности на Habanos SA разделено поровну между государственной компанией Cubatabaco и частным испанским табачным гигантом Altadis. Компания коммерциализирует бренды Cohiba, Montecristo, Bolívar и Romeo y Julieta.
Слово habanos (обычно не пишется с заглавной буквы) изначально обозначает (что-то) из Гаваны. Испаноязычным миром этот термин используется как обозначение любого товара, произведенного на Кубе. Habanos SA монополист на кубинском табачном рынке и контролирует абсолютно весь (законный) выпуск табачной продукции на Кубе, и предоставляет франшизу сети сигарных магазинов La Casa Del Habano. Единственная страна, которой компания Habanos SA не продает сигары, — это Соединенные Штаты, которые с 1962 года не торгуют с Кубой.
В 2000 году франко-испанский табачный гигант Altadis приобрел 50 % акций Habanos SA. Ходили слухи, что их влияние привело к радикальной реструктуризации Habanos своих линеек и размеров сигар, принятию маркетинговой практики и методов производства, более унифицированных. Было также высказано предположение, что Altadis может наращивать готовность Habanos к торговле с США, ожидая окончания эмбарго. С другой стороны, некоторые наблюдатели отметили восстановление качества кубинских сигар, которое резко ухудшилось в 1990-х годах после распада Советского Союза. Altadis была приобретена Imperial Tobacco в феврале 2008 года.

## Продукция компании
В настоящее время Habanos предлагает 27 марок сигар ручной работы, все они входят в охраняемые наименования:
Мировые бренды:
- Cohiba
- Montecristo
- Romeo y Julieta
- Partagás
- Hoyo de Monterrey
- H. Upmann

Высокодоходные портфельные бренды:
- Trinidad
- Bolívar
- Punch
- Quai d'Orsay
- Ramón Allones

Объем портфолио брендов:
- José L. Piedra
- Quintero
- Vegueros

Другие бренды:
- Cuaba
- San Cristóbal de La Habana
- Fonseca
- Vegas Robaina
- Diplomáticos
- El Rey del Mundo
- Juan López
- La Flor de Cano
- La Gloria Cubana
- Por Larrañaga
- Rafael González
- Saint Luis Rey
- Sancho Panza